# 哥本哈根海戰
哥本哈根海战（英語：Battle of Copenhagen）是一场发生于1801年4月2日的战争，海德·帕克爵士率领的英国舰队和丹麦－挪威舰队在哥本哈根附近交战。舰队副司令霍雷肖·纳尔逊没有服从帕克下达的撤退的命令，在休战协定签订前击毁了许多丹麦-挪威船只。